# Vibrate (album)
Vibrate è un album del gruppo vocale statunitense The Manhattan Transfer, pubblicato nel 2004 dalla Telarc.

## Il disco
Vibrate fu il primo album in studio dei Manhattan Transfer dopo 4 anni. Come sua consuetudine il gruppo esplorò in questo disco una moltitudine di generi e di stili diversi, dal jazz più tradizionale a quello più moderno, con qualche accenno di musica sudamericana e etnica.
Walkin' in N.Y. è un brano pop con un ritmo cubano dedicato alla multiculturalità della "Grande Mela" composto da Brenda Russell. Greek Song è una canzone dal sapore orientaleggiante incisa dal cantante e compositore Rufus Wainwright per il suo album di debutto del 2001. Dello stesso Wainwright è Vibrate, la ballata romantica su un ritmo lentissimo di tango che dà il titolo all'album.
The New JuJu Man è una versione vocale di Tutu, il brano di maggior successo di Miles Davis nel periodo del suo ritorno alle scene negli anni ottanta. Il brano fu composto da Marcus Miller per l'omonimo album del 1986 e nella versione dei Manhattan Transfer le parole, come consuetudine, sono composte da Jon Hendricks. La parte di tromba di Davis è interpretata in stile vocalese da Cheryl Bentyne, mentre l'accompagnamento strumentale è del trombettista Lew Soloff, membro del Manhattan Jazz Quintet ed ex-componente dei Blood, Sweat & Tears.
Doodlin' è un altro pezzo in stile vocalese dominato dalla voce di Cheryl Bentyne con un testo di Hendricks. Il brano è un vecchio blues del pianista Horace Silver inciso per la prima volta con Art Blakey per il debutto dei Jazz Messengers  nel 1955.
The Twelfth è un brano di jazz vocale più moderno, mentre Fist Ascendent è una composizione più sperimentale dominata da un ipnotico e sincopato ritmo tribale. Core of Sound è una versione in inglese della brasiliana Modinha di Antônio Carlos Jobim e Vinícius de Moraes, la prima esperienza dei Manhattan Transfer con i due grandi inventori della bossa nova nonostante il gruppo avesse già inciso un disco di musica brasiliana, Brasil, nel 1987.
Dopo il pezzo pop rock Feel Ascent, l'album si chiude con un classico di Gershwin, Embraceable You, e con una medley di Come Softly to Me e I Met Him on a Sunday, immancabile omaggio ai gruppi vocali del passato. La prima canzone fu un successo dei The Fleetwoods del 1959 arrivata al primo posto della Hot 100 di Billboard, mentre I Met Him on a Sunday proviene dal repertorio delle The Shillers.

## Tracce
1. Walkin' in N.Y. - (Brenda Russel) - 3:55
2. Greek Song - (Rufus Wainwright) - 4:43
3. Vibrate - (Rufus Wainwright) - 4:30
4. The New JuJu Man (Tutu) - (Marcus Miller, Jon Hendricks) - 5:43
5. Doodlin' - (Horace Silver, Jon Hendricks) - 5:26
6. The Twelfth - (John Yano) - 4:13
7. First Ascent - (Billy Hulting, Bob Mair, Alan Paul) - 5:31
8. Core of Sound (Modinha) - (Antonuio Carlos Jobim, Vinicius de Moraes, Alan Paul) - 4:58
9. Feel Flow - (Jack Rieley, Carl Wilson) - 5:09
10. Embraceable You - (George Gershwin, Ira Gershwin) - 4:11
11. Come Softly to Me/I Met Him on a Sunday - (Gretchen Christopher, Barbara Ellis, Gary Troxel / Doris Coley, Addie Harris, Beverley Lee, Shirley Owens) - 4:39

## Formazione
- The Manhattan Transfer - voce
  - Cheryl Bentyne
  - Tim Hauser
  - Alan Paul
  - Janis Siegel
- John Pizzarelli - chitarra
- Doug Livingston - pedal steel guitar
- Ramesh Mishra - sarangi
- Joyce Hammann, Laura Seaton - violino
- Lois Martin - viola
- Dave Eggar - violoncello
- Hector del Curto - bandoneón
- Lew Soloff - tromba
- Yaron Gershovsky - pianoforte, tastiere
- Gil Goldstein - pianoforte elettrico
- Richie Goods - basso elettrico, basso acustico
- Will Lee - basso elettrico
- Steve Hass - batteria, cowbells
- Frank Colon - percussioni

## Edizioni
- 2004 – CD, Telarc 83603
- 2004 – SACD, Telarc SACD 63603